# اوتاکار مرچک
اوتاکار مرچک (چکی: Otakar Mareček; ۱۴ ژوئن ۱۹۴۳ – ۲۵ ژانویهٔ ۲۰۲۰) قایقران روئینگ اهل چکسلواکی بود.
وی در مسابقات کشوری و بین‌المللی در مجموع برندهٔ ۴ مدال برنز شده‌است.